# Empty Sky
Empty Sky é o álbum de estreia do cantor e compositor britânico Elton John, lançado em 1969.
Foi lançado, inicialmente na Inglaterra, e distribuído em outros países na década de 1970, quando Elton já tinha fama internacional. A faixas, de forma geral, não obtiveram grande notoriedade, exceto "Skyline Pigeon", que se tornou um dos principais sucessos do cantor quando regravada anos depois.

## Recepção
| Críticas profissionais | Críticas profissionais |
| Avaliações da crítica  | Avaliações da crítica  |
| Fonte                  | Avaliação              |
| ---------------------- | ---------------------- |
| AllMusic               | [ 1 ]                  |

A revisão retrospectiva de AllMusic mostrou uma reação moderada ao material, concluindo: "Não há pedras preciosas esquecidas no Empty Sky, mas sugere o potencial de John."

## Faixas
Todas as músicas por Elton John e Bernie Taupin.
| Lado 1 |                        |         |  |
| N.º    | Título                 | Duração |  |
| 1.     | "Empty Sky"            | 08:29   |  |
| 2.     | "Val-Hala"             | 04:12   |  |
| 3.     | "Western Ford Gateway" | 03:15   |  |
| 4.     | "Hymn 2000"            | 04:29   |  |

| Lado 2         |                               |         |  |
| N.º            | Título                        | Duração |  |
| 1.             | "Lady What's Tomorrow"        | 3:09    |  |
| 2.             | "Sails"                       | 03:45   |  |
| 3.             | "The Scaffold"                | 03:18   |  |
| 4.             | "Skyline Pigeon"              | 03:37   |  |
| 5.             | "Gulliver/Hay-Chewed/Reprise" | 06:59   |  |
| Duração total: | Duração total:                | 54:56   |  |

| Faixas Bônus (Relançamento de 1996 em CD) |                          |                |         |  |
| N.º                                       | Título                   | Compositor(es) | Duração |  |
| 1.                                        | "Lady Samantha"          |                | 03:02   |  |
| 2.                                        | "All Across The Havens"  |                | 02:52   |  |
| 3.                                        | "It's Me That You Need"  |                | 04:04   |  |
| 4.                                        | "Just Like Strange Rain" |                | 03:44   |  |